# Kabupaten Rokan Hulu
Kabupaten Rokan Hulu är ett kabupaten i Indonesien.   Det ligger i provinsen Kepulauan Riau, i den västra delen av landet, 1 100 km nordväst om huvudstaden Jakarta. Antalet invånare är 493 129. Arean är 7 450 kvadratkilometer.
Terrängen i Kabupaten Rokan Hulu är platt åt nordost, men åt sydväst är den bergig.